# 赵长禄
赵长禄（1963年1月—），男，辽宁人，中华人民共和国学者、政治人物，曾任教于北京理工大学机械与车辆学院能源与动力工程系，2016年5月任北京理工大学党委书记，第十三届全国政协委员。
2022年4月调任北京航空航天大学党委书记。